# Arabis blepharophylla
Die Pflanzenart Arabis blepharophylla aus der Gattung der Gänsekressen (Arabis) gehört zur Familie der Kreuzblütengewächse (Brassicaceae). Sie kommt natürlicherweise nur an wenigen Stellen in Kalifornien vor, ist als Zierpflanze aber recht verbreitet.

## Beschreibung
Arabis blepharophylla ist eine kleine, ausdauernde krautige Pflanze und erreicht Wuchshöhen von 6 bis 25, selten auch bis 30 Zentimeter. Alle oberirdischen Pflanzenteile sind spärlich bis mäßig behaart; die Haare sind einfach, gegabelt oder seltener sternförmig mit drei oder vier Strahlen. Aus der leicht verholzten Basis entspringt ein oder wenige Stängel, die unverzweigt oder im oberen Bereich etwas verzweigt sein können. Die Laubblätter befinden sich zum Teil in einer grundständigen Rosette, drei bis sechs Blätter sind am Stängel verteilt. Die grundständigen Blätter besitzen einen 0,5 bis 3 Zentimeter langen Blattstiel, die Blattspreite ist 2,1 bis 3,5 Zentimeter lang bei 0,8 bis 2 Zentimeter Breite (in Ausnahmefällen nur 1,5 × 0,5 Zentimeter klein bzw. 6 × 2,5 Zentimeter groß). Ihre Form ist verkehrt-lanzettlich, verkehrt-eiförmig oder spatelförmig, der Rand ist ganzrandig oder gezähnt. Die Stängelblätter sind mit 1 bis 2 Zentimeter Länge und 0,4 bis 1 Zentimeter Breite kleiner, ihre Form ist länglich bis eiförmig.
Die Blütezeit reicht von Februar bis Mai. Der endständige, einfache, traubige Blütenstand ist dicht mit Blüten besetzt. Die Kelchblätter messen 5 bis 7 Millimeter in der Länge bei 1,5 bis 2 Millimeter Breite. Zwei der vier Kelchblätter besitzen an der Basis eine Aussackung. Die rosafarbenen bis karminroten Kronblätter sind spatelförmig bis breit-spatelförmig, 14 bis 18 Millimeter lang und 4 bis 7 Millimeter breit, sie enden stumpf oder abgerundet.
Die mehr oder weniger aufrechten Schoten sind 2 bis 4 Zentimeter lang bei 0,2 bis 0,3 Zentimeter Durchmesser. Zwischen den Samen sind die Schoten leicht eingeschnürt. Die Samen sind mehr oder weniger kreisförmig mit einem Durchmesser von 2 bis 2,5 Millimeter und besitzen einen umlaufenden, 0,2 bis 0,4 Millimeter schmalen Flügel.
Die Chromosomenzahl beträgt 2n = 16.

## Verbreitung
Arabis blepharophylla ist ein Endemit des Kalifornischen Küstengebirges in der näheren bis weiteren Umgebung von San Francisco. Sie wächst an grasigen und steinigen Hängen in mehr oder weniger steilem Gelände in Höhenlagen von 30 bis 1100 m. Sie wird als selten, aber nur leicht gefährdet bewertet.

## Verwendung
Arabis blepharophylla wird gelegentlich als Zierpflanze verwendet, etwa in der dunklen Sorte 'Frühlingszauber'. Wenn sie als Staude verwendet werden soll, ist sie für kalkarme Steingärten mit frischem, lockerem Boden geeignet, benötigt in Mitteleuropa allerdings leichten Winterschutz. Häufiger wird sie als saisonal gehandelte, einjährige Pflanze verwendet.